# Kribiobius modestus
Kribiobius modestus är en tvåvingeart som beskrevs av Jean-Jacques Kieffer 1923. Kribiobius modestus ingår i släktet Kribiobius och familjen fjädermyggor. Inga underarter finns listade i Catalogue of Life.